# Famille Pastré
Pour les articles homonymes, voir Pastré.
La famille Pastré est une famille française subsistante originaire de l'Albigeois. L'une de ses branches a été titrée comte romain par le pape Léon XIII en 1898.
Elle a fait fortune dans le monde des affaires maritimes.

## Patronyme
Pastré est un nom d'origine occitane, issu des dialectes languedocien et provençal, ayant pour signification le berger.

## Origines
La famille Pastré est originaire de l'Albigeois.
Une branche est titrée comte romain par le pape Léon XIII, en 1898.

## Généalogie simplifiée
- Jean-François, né en 1758. Négociant en laine, armateur, épouse Eugénie Gautier.
  - Joseph, né en 1801. Fondateur de la maison "Pastré frères".
    - Aimé, né en 1833. Négociant. Propriétaire du château de Beauvoir.
      - Nombreuse postérité subsistante.

  - Jean-Baptiste, né en 1804. Négociant, armateur, président de la Chambre de Commerce de Marseille, fondateur de la Société Marseillaise de Crédit.
    - Rose, née en 1847, épouse Aimé Olivier de Sanderval.

  - Eugène, né en 1806. Négociant, armateur, épouse Cécile de Beaulincourt-Marle, propriétaire du château Pastré.
    - André, né en 1856. Négociant, armateur, promoteur du Canal de Suez. Titré comte romain par le Pape Léon XIII, épouse Clara Goldschmidt.
      - Diane, née en 1888. Epouse Charles de Vogüé.
      - Jean Pastré, né en 1888. Administrateur de société, joueur de polo. Epouse Marie-Louise Double.
        - Nicole, née en 1921, épouse le prince Joachim Murat.
        - Pierre, né en 1924. Administrateur de sociétés, épouse Jacqueline Nou.
          - Postérité subsistante.

  - Jules Pastré (en), né en 1809. Négociant, banquier, dit prince d'Edde.

## Galerie

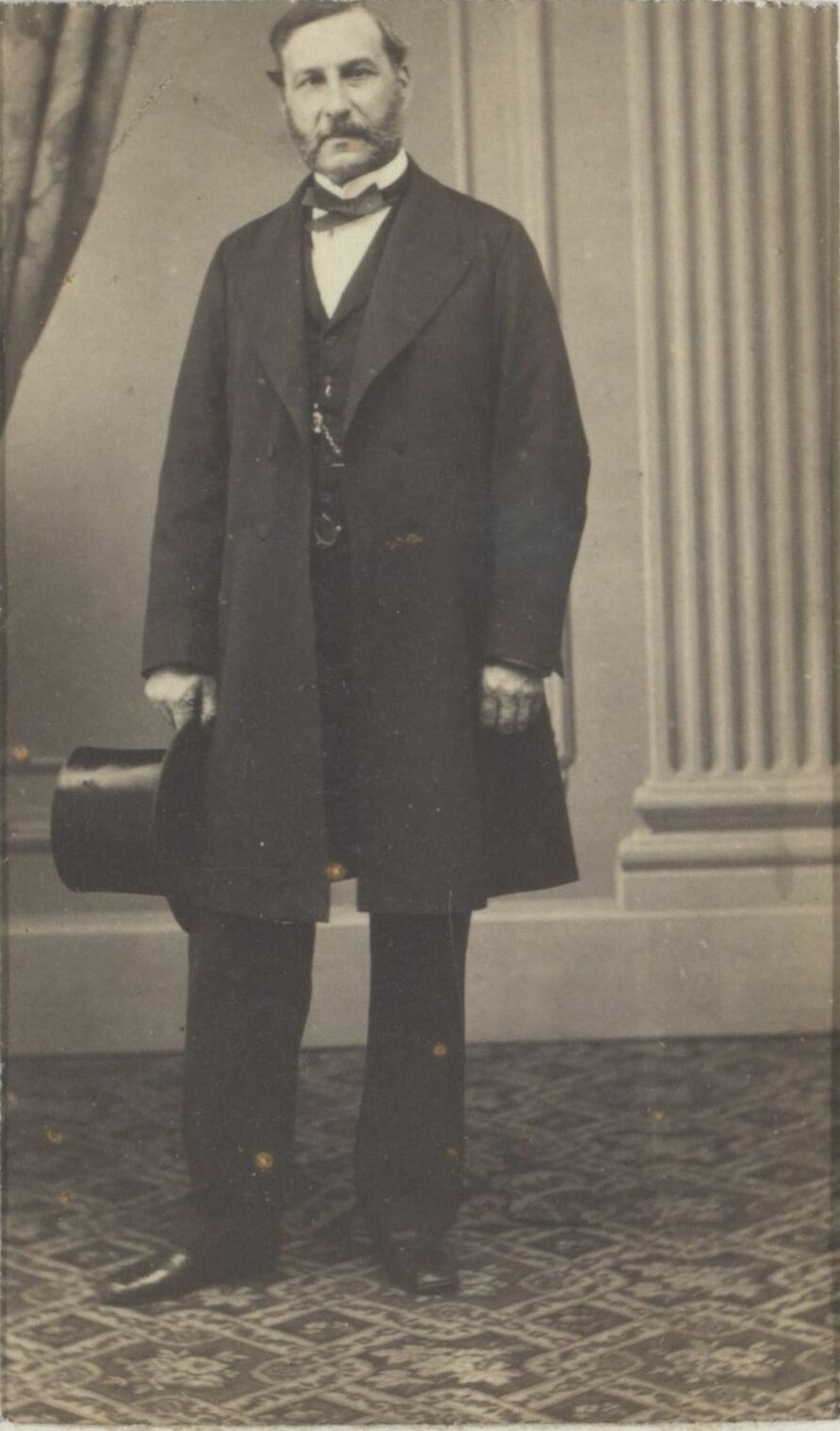
Eugène Pastré, (1806-1868), armateur, banquier et négociant français.
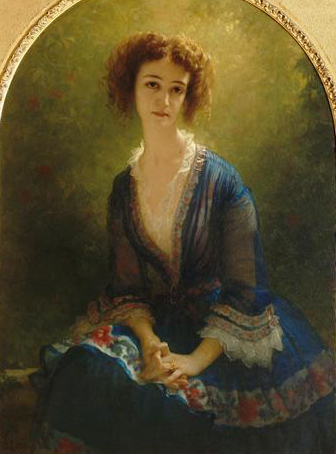
Portrait de la comtesse Pastré, née Céline de Beaulaincourt.
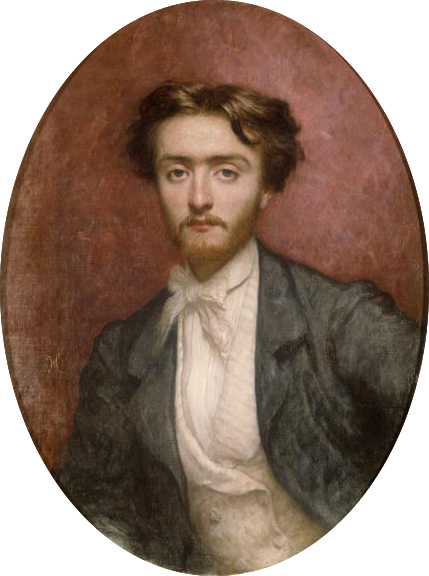
Jean-Baptiste Pastré (1804-1877), banquier et vendeur d’armes français.

## Possessions

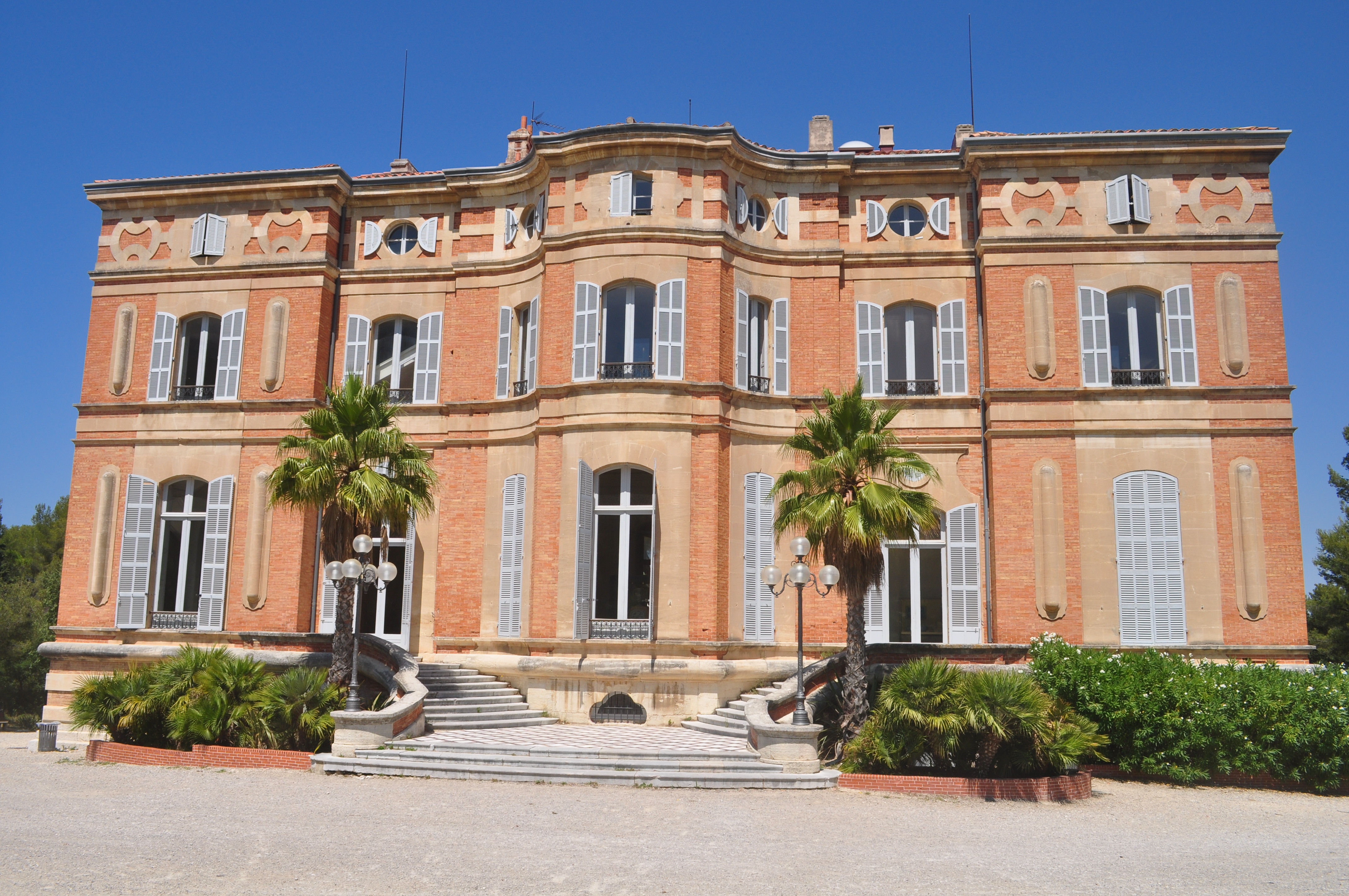
Château Pastré.
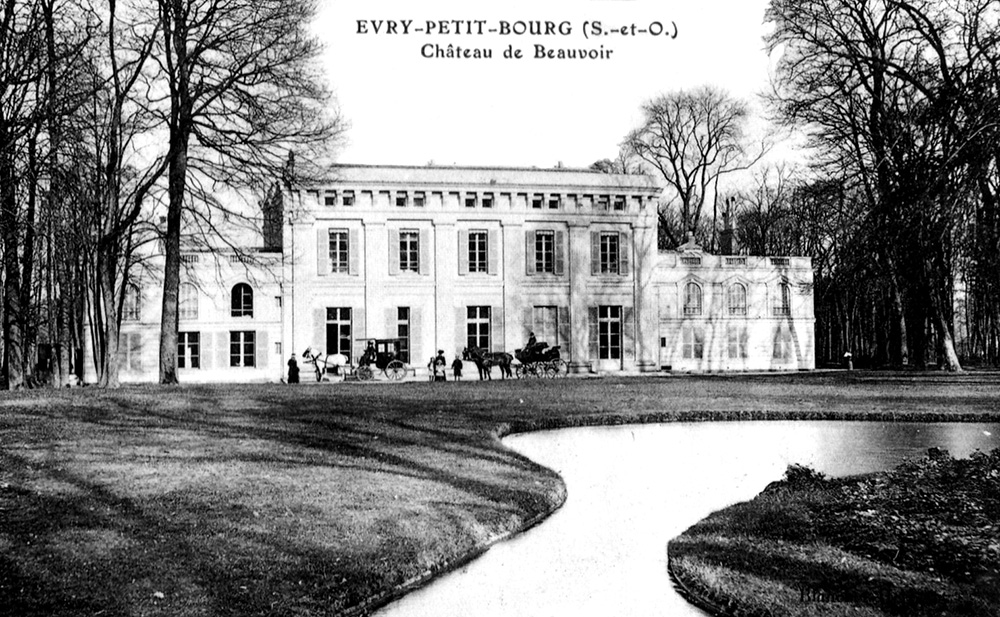
Château de Beauvoir.
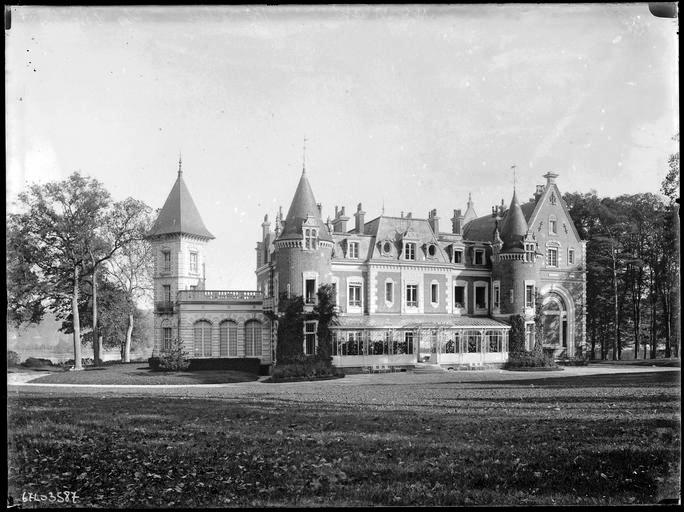
Château des Tourelles.
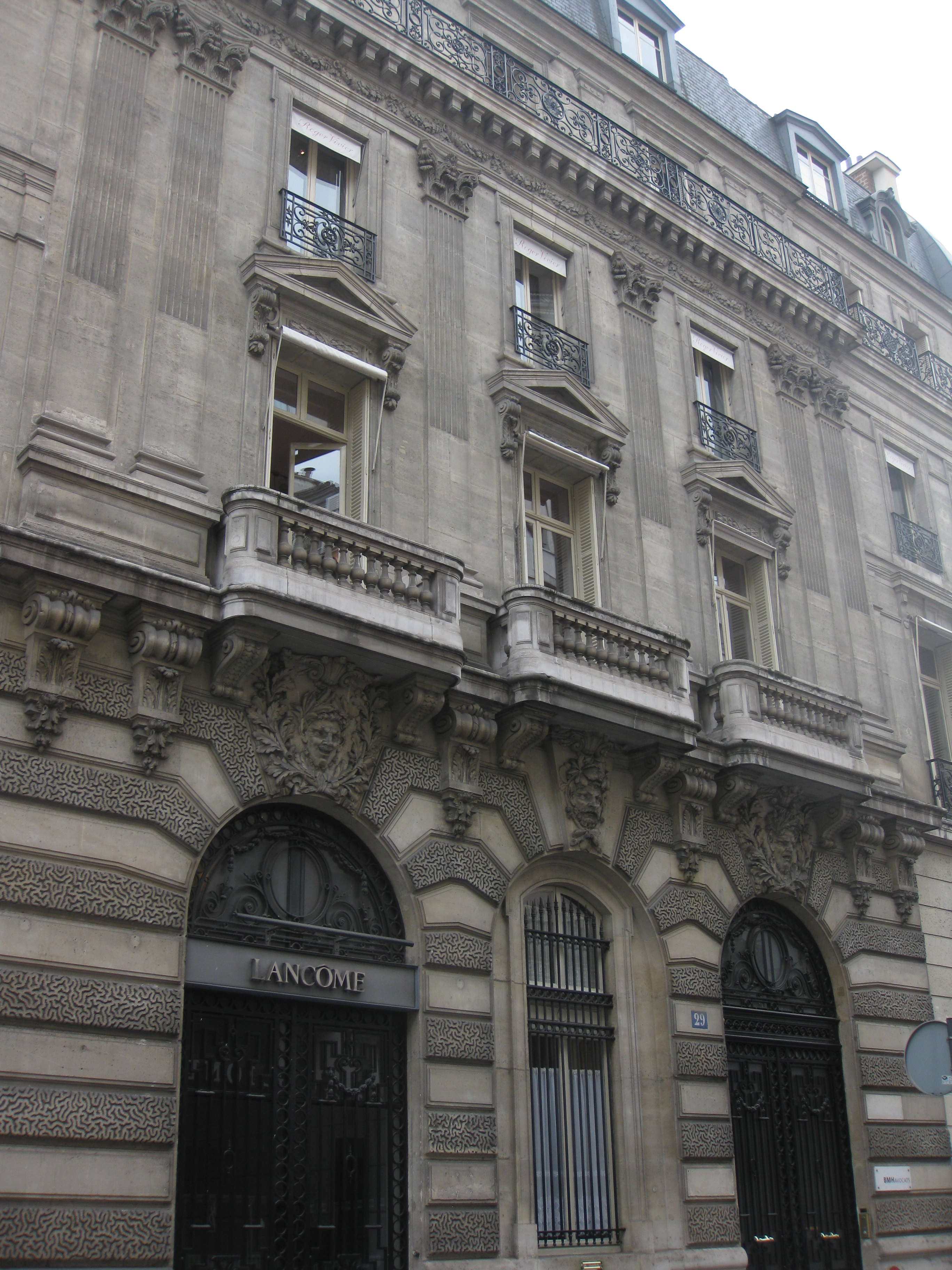
29 rue du Faubourg Saint-Honoré.

## Armes
Cette famille porte : 
| Image | Armoiries                                                                                            |
| ----- | --- |
|       | D'or au chevron d'azur accompagné en chef de deux chênes de sinople et en pointe d'un lion de sable. |

## Alliances notables
La famille Pastré est notamment alliée aux : O'Tard de La Grange, d'Henin de Commaille, de Beaulincourt de Marles, Adam de Flamare, Goldschmidt, Murat, Vogüé, Olivier de Sanderval, Baconnière de Salverte, de Piépape, de Lantivy de Trédion, Regnouf de Vain, de Reboul, de Meyronnet, Olphe-Galliard, Tirouflet, de Lestrange, de Bourboulon, Bischoffsheim, de Montecler, de Mieulle.

## Odonymie
- rue Pastré, à Evry.